# 伊藤美智子
伊藤 美智子（いとう みちこ）は、日本の女性アニメーション脚本家。キノコ出身。

## 参加作品

### テレビアニメ
- 2005年 ： 涼風 (脚本、全26話中7本執筆)
- 2006年 ： 女子高生 GIRL'S-HIGH (脚本、全12話中5本執筆)
- 2007年 ： スカイガールズ (脚本、全26話中5本執筆)
- 2007年 ： キミキス pure rouge (脚本 全25話中5本執筆)
- 2008年 ： S・A〜スペシャル・エー〜 (脚本、全24話中2本執筆)
- 2008年 ： ネットゴーストPIPOPA (脚本、全51話中8本執筆)
- 2008年 ： スレイヤーズREVOLUTION (脚本、全13話中2本執筆)
- 2009年 ： ハヤテのごとく!! 2nd season (脚本、全25話中1本執筆)
- 2009年 ： とある科学の超電磁砲 (脚本、全24話中2本執筆)
- 2009年 ： よくわかる現代魔法 (脚本、全12話中4本執筆)
- 2009年 ： クイーンズブレイド 玉座を継ぐ者 (脚本、全12話中3本執筆)
- 2009年 ： テガミバチ (脚本、全25話中4本執筆)
- 2009年 ：エレメントハンター (脚本、全39話中7本執筆)
- 2010年 ： オオカミさんと七人の仲間たち (シリーズ構成・脚本、全12話中10本執筆)[1]
- 2010年 ： テガミバチ REVERSE (脚本、全25話中5本執筆)
- 2010年 ： 世紀末オカルト学院 (脚本、全13話中2本執筆)
- 2011年 ： べるぜバブ (脚本、全60話中2本執筆)
- 2011年 ： 快盗天使ツインエンジェル 〜キュンキュン☆ときめきパラダイス!!〜 (シリーズ構成・脚本、全12話中6本執筆)
- 2011年 ： ロウきゅーぶ! (シリーズ構成・シナリオ、全12話中9本+OVA執筆)
- 2011年 ： NO.6 (脚本、全11話中2本執筆)
- 2011年 ： WORKING'!! (脚本、全13話中4本執筆)
- 2012年 ： モーレツ宇宙海賊 (脚本、全26話中5本執筆)
- 2012年 ： クイーンズブレイド リベリオン (脚本、全12話中1本執筆)
- 2012年 ： アルカナ・ファミリア (脚本、全12話中4本執筆)
- 2012年 ： さくら荘のペットな彼女 (脚本、全24話中3本執筆)
- 2013年 ： 変態王子と笑わない猫。 (シリーズ構成・脚本、全12話中6本執筆)[2]
- 2013年 ： ロウきゅーぶ!SS (シリーズ構成・シナリオ、全12話中5本執筆)
- 2013年 ： 幻影ヲ駆ケル太陽 (シリーズ構成・脚本、全13話執筆)
- 2013年 ： ログ・ホライズン (脚本、全25話中3本執筆)
- 2014年 ： ウィザード・バリスターズ 弁魔士セシル (脚本、全12話執筆)
- 2014年 ： Z/X IGNITION (脚本、全12話中1本執筆)
- 2014年 ： ログ・ホライズン(第2シリーズ) (脚本、全25話中5本執筆)
- 2015年 ： WORKING!!! (脚本、全13話中4本執筆)
- 2017年 ： ツインエンジェルBREAK（シリーズ構成・脚本）

### OVA
- 2010年 ： クイーンズブレイド 美しき闘士たち (脚本、全6話中3本執筆)